# Garrulax bicolor
Garrulax bicolor là một loài chim trong họ Leiothrichidae.
Nó là loài đặc hữu của vùng cao nguyên rừng trên đảo Sumatra của Indonesia, nơi mà chúng đang bị đe dọa do mất môi trường sống và bị săn bắt cho việc buôn bán động vật hoang dã.